# Max Lobe

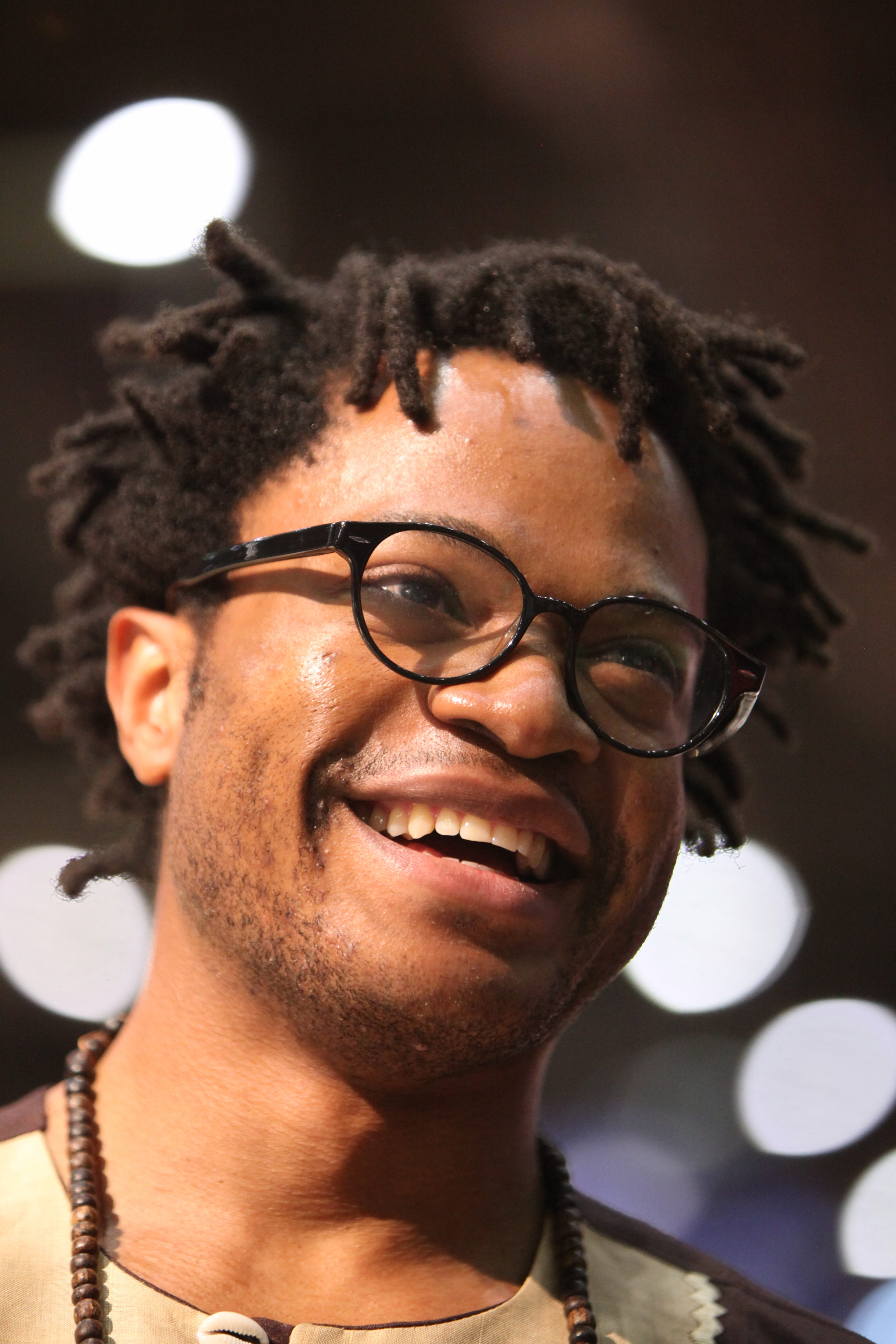
Max Lobe

Max Lobe (Douala, 13 gennaio 1986) è uno scrittore camerunese di lingua francese residente in Svizzera.

## Biografia
Dopo l'infanzia trascorsa a Douala, all'età di diciotto anni Max Lobe si trasferisce a Lugano, dove studia Scienze della comunicazione. Più tardi consegue un Master in Politica e amministrazione pubblica all'Institut de hautes études en administration publique di Losanna e in seguito si trasferisce a Ginevra, dove vive e lavora.
I suoi racconti e romanzi trattano spesso di temi socio-culturali quali l'immigrazione, l'omosessualità e la comunicazione interculturale.
Alcune opere sono state tradotte, anche in italiano.

## Opere
- Loin de Douala, éditions Zoé, 2018 (ISBN 978-2-88927-528-1)
- Confidences, éditions Zoé, 2016 (ISBN 978-2-88927-312-6)
  - Prix Ahmadou Kourouma 2017[1]
- La trinité bantoue, éditions Zoé, 2014 (ISBN 2881829260)
- 39 rue de Berne, éditions Zoé, 2013 (ISBN 978-2-88182-884-3)
- L'Enfant du miracle, éditions des sauvages, 2011 (ISBN 978-2-9700583-8-0)

### Blog
- Les cahiers bantous[2]